# ジョイホース横浜
ジョイホース横浜（ジョイホースよこはま）は、神奈川県横浜市中区桜木町にある神奈川県川崎競馬組合の会員制場外勝馬投票券発売所である。

## 施設概要
地方競馬では初となる会員制場外馬券売場で、川崎競馬場を中心とした南関東公営競馬全ての馬券が発売される。利用するためには会員登録と入会金1000円および年会費（2年間有効）2000円、および入会時の身分証提示（持参受付のみ。謄本・原本のみでコピーは不可）が必要で、会員は一般席に入場できるが、特別観覧席として有料指定席もあり、こちらの利用には1席1日1500円が必要となる。
当施設はぴおシティの7Fにテナントとして入居しており、地下2Fまたは1Fよりジョイホース専用のエレベーターで入場することになる。なお同じ建物の階上には同じ会員制の競輪場外車券売場およびオートレース場外車券売場であるサテライト横浜・オートレース横浜も入居しているが、構内は完全に分離されている。

## 交通
- 横浜市営地下鉄ブルーライン桜木町駅下車、改札出て真上。
- JR東日本根岸線桜木町駅下車、徒歩1分。
- 横浜高速鉄道みなとみらい線馬車道駅1b出入口より徒歩3分。
- 京急本線日ノ出町駅より徒歩7分。